# Neon robustus
Neon robustus là một loài nhện trong họ Salticidae.
Loài này thuộc chi Neon. Neon robustus được Lohmander miêu tả năm 1945.